# شبنم‌یاخته

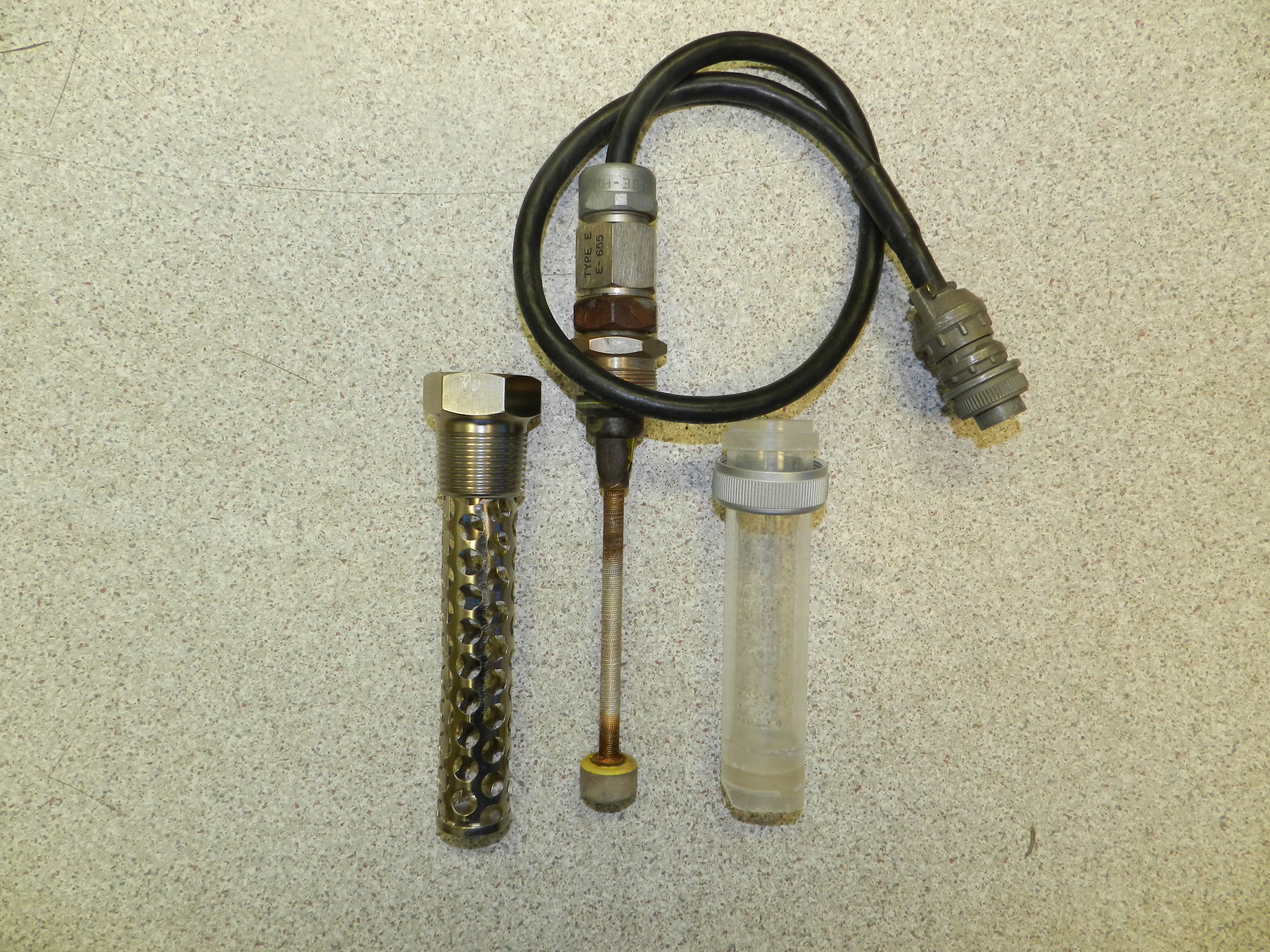
لوازم نم‌سنجی

در هواشناسی، شبنم‌یاخته  نوعی نم‌سنج است که در آن برای اندازه‌گیری دمای نقطهٔ شبنم از اختلاف فشار بخار سیرشده بر روی آب خالص و محلول لیتیم کلرید در دمای یکسان استفاده می‌شود.